# Jenolan Caves
De Jenolan Caves ("Jenolan-grotten") zijn een serie van grotten in de Blue Mountains, New South Wales, Australië; 175 kilometer ten westen van Sydney. Ze zijn de bekendste van verschillende soortgelijke grotten in de kalksteen van het land, en de oudste ontdekte open grotten ter wereld. Ze bevatten geen fossielen die van grote interesse zijn, maar de stalactietformaties zijn er soms puur wit en uitzonderlijk mooi. Veel delen van de grot zijn makkelijk toegankelijk voor toeristen.

## Toerisme
- Jenolan Caves trekken meer dan 250.000 bezoekers per jaar, waarmee het een van de populairste toeristische locaties in New South Wales is.
- Negen van de “duistere grotten” in het gebied zijn open voor vaste tochten, en vele anderen voor speciale tochten.
- De Jenolan Caves zijn ook volgens wetenschappers de oudste open grotten ter wereld.

## Grotten

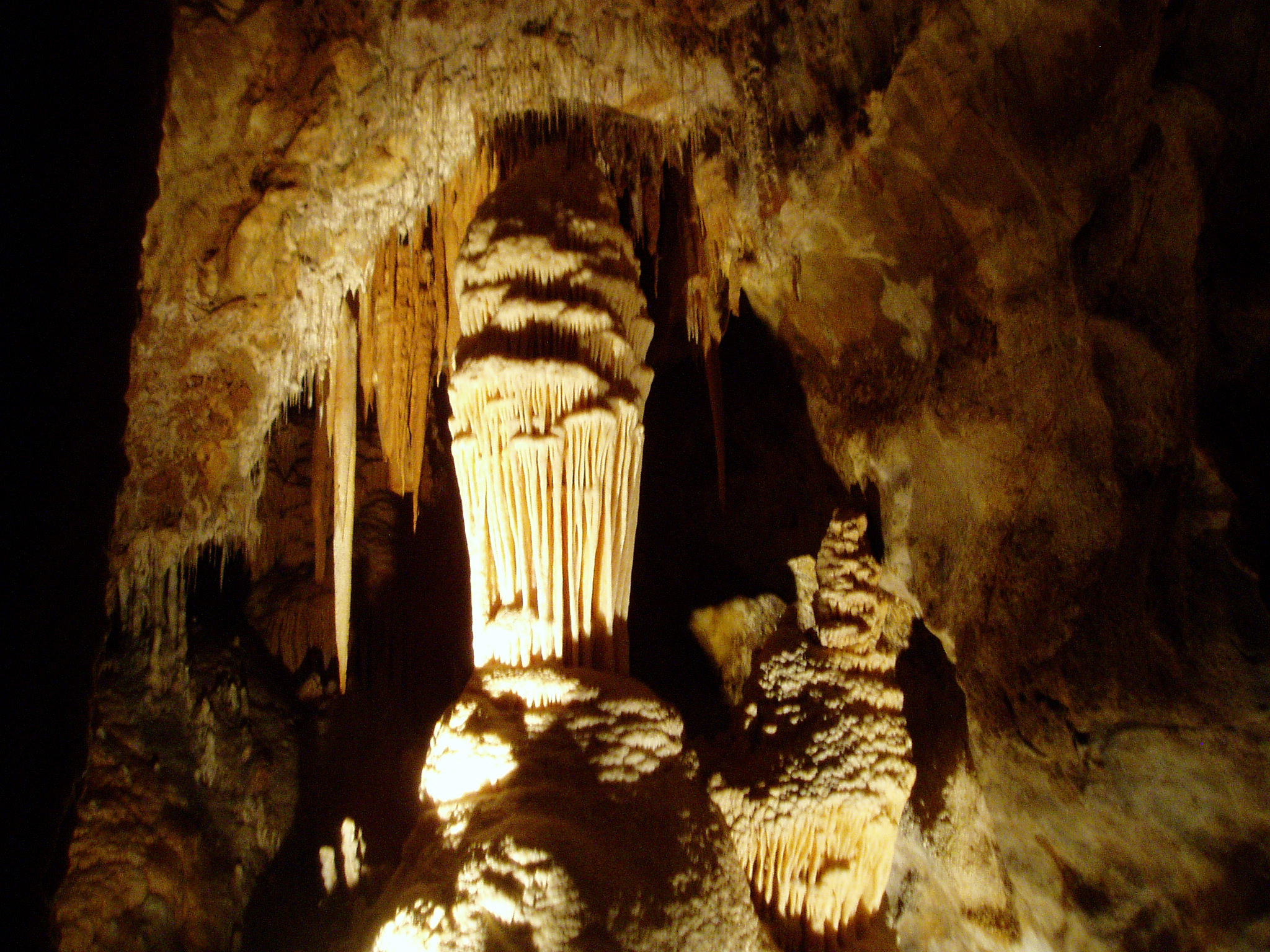
Een grote stalagmiet in Jenolan caves

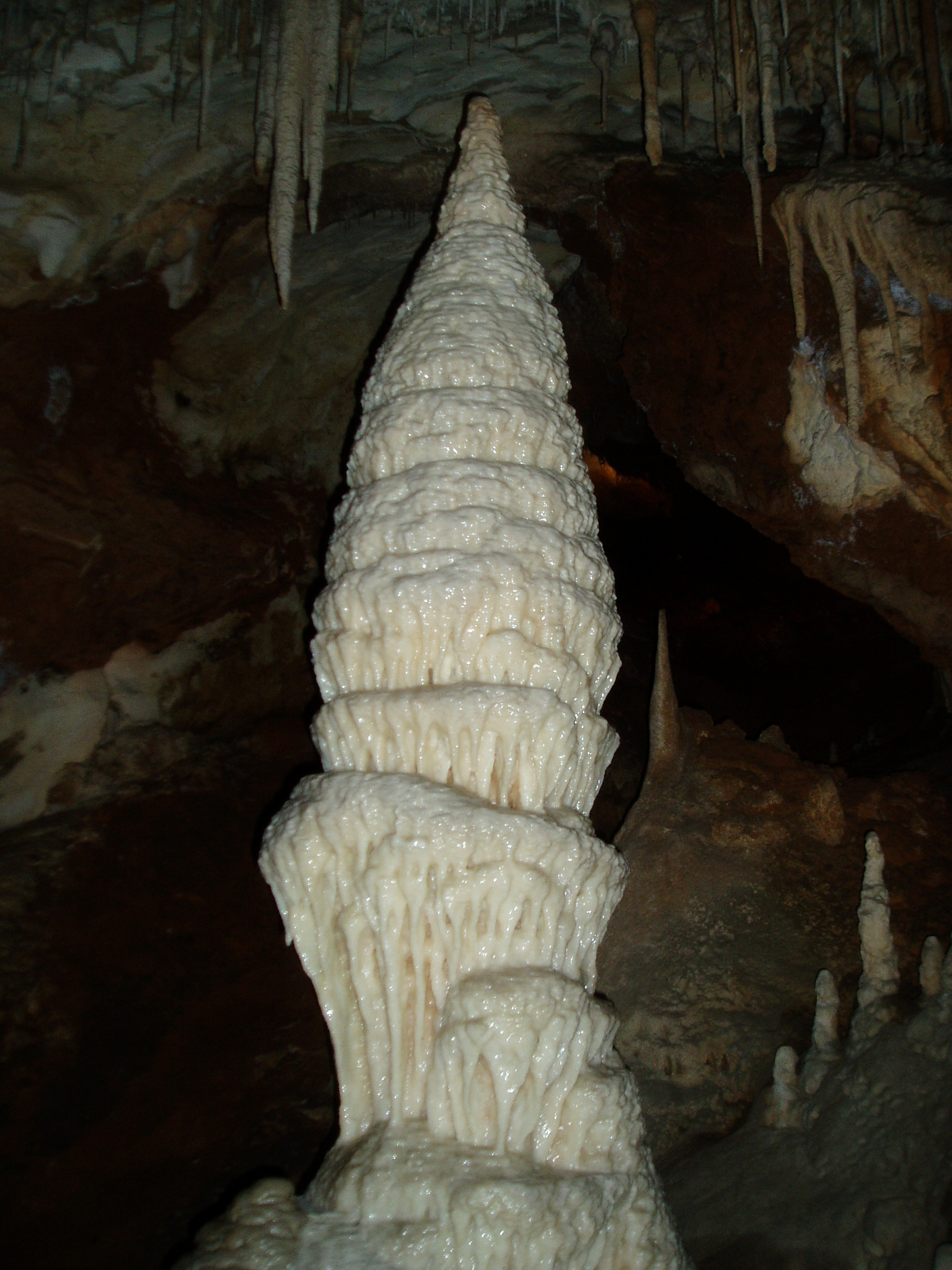
De Minaret

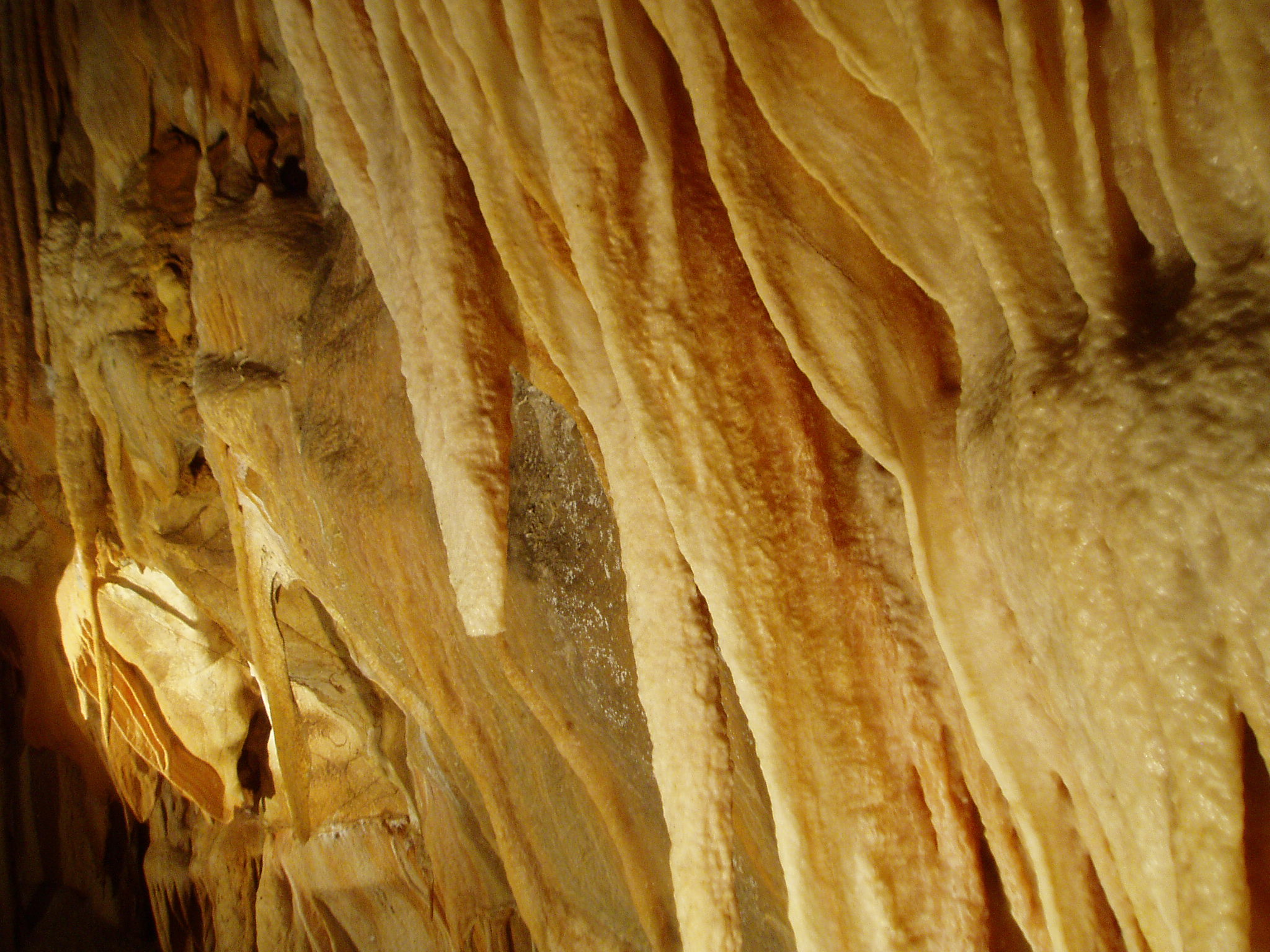
Kleine formaties

Grote delen van het uitgebreide grottensysteem zijn enkel te bereiken voor ervaren onderzoekers, vooral de delen langs het ondergrondse riviersysteem. Maar er zijn 10 grotten in Jenolan die worden gebruikt voor regulier toerisme.
- Lucas Cave: ontdekt in 1860 en de populairste grot. De grot is vernoemd naar de lokale politicus John Lucas, die zich inspande voor het behoud van de grotten in 1860. De grot bevat verschillende grote kamers waaronder de Cathedral, meer dan 50 meter hoog. Deze kamer wordt van tijd tot tijd daadwerkelijk gebruikt voor huwelijksceremonies.
- River Cave: ontdekt in 1903. De meest extensieve showgrot van Jenolan. Bevat een paar van de beroemdste kenmerken waaronder de Minaret, de Grand Column en de Queen’s Canopy. Tot 1923, toen een betonnen brug werd gebouwd, moest de rivier met een boot worden overgestoken.
- Chifley Cave: ontdekt in 1880, waarna vrijwel direct elektrisch licht werd geïnstalleerd. Was tot 1952 bekend als de Left Imperial Cave. Twee van de kamers in deze grot zijn bedekt met gekleurde verlichting. De Chifley Cave is vermoedelijk de eerste van de grotten die met elektrisch licht werd verlicht.
- Imperial Cave: ontdekt in 1879, dit is de makkelijkst toegankelijke grot voor toeristen. Een van de weinige grotten in het complex dat tekenen van fossielen vertoond, evenals botten van de Tasmaanse duivel.
- Orient Cave: ontdekt in 1904. Deze grot werd niet geopend voor publiek tot aan 1917. De grot bevat een paar van de grootste formaties van het complex, en werd in 1968 met stoom gereinigd om deze formaties te behouden. Tot 1954 was de grot enkel te bereiken via de River Cave.
- Ribbon Cave: ontdekt tegelijk met de Orient Cave. Oorspronkelijk onderdeel van dezelfde tour die ook de Orient Cave bezocht, maar nu onderdeel van een aparte tour. Is maar 60 meter lang, maar rijkelijk gedecoreerd.
- Pool of Cerberus Cave: ontdekt in 1903 en oorspronkelijk bekend als de Skeleton Cave vanwege de aanwezigheid van een wallabyskelet vlak bij de ingang. Deze grot is een onderarm van de River Cave. De belangrijkste formaties hier zijn het Bath of Venus en deel van het ondergrondse riviersysteem.
- Jubilee Cave: ontdekt in 1893. De Jubilee Cave is de langste grot, en neemt dan ook de meeste tijd in beslag bij een tour. Verder ligt de grot een beetje afgezonderd van de andere.
- Temple of Baal Cave: ontdekt in 1904. The Temple of Baal Cave bestaat uit slechts twee kamers, waarvan een wordt gedomineerd door de 9 meter hoge sjaalformatie genaamd de Angel's Wing. De grot is ook beroemd door een formatie bekend als Helictieten. De grot kreeg zijn naam toen een verkenner binnen twee “altaren” zag.
- Nettle Cave: deze grot licht tussen de Grand Arch en de Devils Coach House. De grot dankt zijn naam aan de brandnetels die er groeien. In december 2006 werd de grot opnieuw geopend voor het publiek als voor een audiotoer.

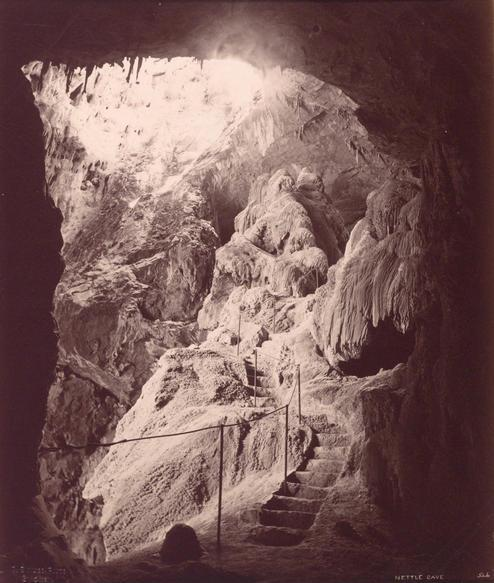
De ingang van de Nettle Cave, circa 1888.

De grotten (met uitzondering van de Nettle Cave) zijn ontstaan uit een “hub” gevormd door de Grand Arch, een natuurlijke tunnel.
Naast bovengenoemde grotten zijn er nog een paar grotten die enkel toegankelijk zijn voor speciale tours.
- Elder Cave: ontdekt in 1848. De Elder Cave was de eerste grot van de Jenolan die werd gevonden en geopend voor toeristen. Later werd besloten dat het te lastig was om de grot aan te passen voor massatoerisme, en de tours werden stopgezet. In de jaren 90 werd de grot heropend voor speciale tours.
- Aladdin Cave: werd voor het eerst verkend in de hoop een korter pad naar de Jubilee Cave te vinden.
- Jersey Cave: een uitbreiding van de Elder Cave. Een van de kenmerken in deze grot is een fossiel van een buidelwolfskelet.
- Arch Cave: Deze grot ligt boven de Nettle Cave, en een deel ervan is te zien vanuit de Devils Coach House. De ingang naar deze grot is de basis van de Carlotta Arch.